# 경주 노서동 금귀걸이
경주 노서동 금귀걸이(慶州 路西洞 金製耳飾)는 경주시 황오동 52호 무덤에서 발견된, 금으로 만든 굵은 고리 귀걸이 1쌍이다. 1967년 6월 21일 대한민국의 보물 제455호 경주 황오동 금귀걸이로 지정되었다가, 2018년 10월 20일 경주 노서동 금귀걸이로 문화재 명칭이 변경되었다.

## 개요
이 귀걸이는 경주 노서동 215호 고분에서 출토되었으나 귀걸이 1쌍 중 하나가 일본에 반출되었다가 1965년 체결된 한·일 협정에 의거하여 1966년 한국으로 반환되어 국립중앙박물관에 보관되었다. 
경주 노서동 금귀걸이는 외형상 주고리[主環], 중간식, 마감장식의 전형적인 3단 구조로 구성된 신라시대 5~6세기에 해당하는 유물이다. 귀에 거는 주고리[主環]는 굵고 중간에는 가늘고 긴 이파리 모양의 장식물이 달려 있으며 가장 아랫단에는 나뭇잎형 장식으로 마감하였다. 
중심고리는 양쪽 끝을 얇은 금판을 붙여 깔끔하게 마감하였고, 중간의 긴 이파리 모양의 장식물은 주위와 가운데 부분에 새김눈금선을 붙여서 장식하여 매우 화려해 보인다. 또한 하트모양의 나뭇잎형 마감장식은 테두리와 중심선에 모두 새김눈금선을 2줄로 겹쳐 붙여 입체감과 화려함이 돋보인다.
이 귀걸이는 전형적인 경주식 태환이식이라는 점, 제작기법과 조형성이 우수하고 보존상태도 매우 양호한 점, 이후 금조총 및 보문동 부부총 금귀걸이로의 양식사적 발전과정을 보여준다는 점 등에서 그 가치가 높다.

## 참고 자료
- 경주 노서동 금귀걸이 - 국가유산청 국가유산포털

 본 문서에는 서울특별시에서 지식공유 프로젝트를 통해 퍼블릭 도메인으로 공개한 저작물을 기초로 작성된 내용이 포함되어 있습니다.